# Liste de records du monde du relais mixte 2 000 mètres en patinage de vitesse sur piste courte
Cette page contient l'historique des records du monde du relais mixte 2 000 m en patinage de vitesse sur piste courte tels qu'ils sont reconnus par l'Union internationale de patinage.
| Pays         | Participantes                                                          | Temps          | Date            | Lieu    |
| ------------ | ---------------------------------------------------------------------- | -------------- | --------------- | ------- |
| Chine        | - Fan Kexin - Li Jinyu - Ren Ziwei - Wu Dajing                         | 2 min 38 s 245 | 3 novembre 2018 | Calgary |
| Chine        | - Fan Kexin - Zhang Yuting - Ren Ziwei - Wu Dajing                     | 2 min 37 s 747 | 21 octobre 2021 | Pékin   |
| Corée du Sud | - Hwang Dae-heon - Kim Alang - Kim Ji-yoo - Park Jang-hyuk             | 2 min 35 s 951 | 24 octobre 2021 | Pékin   |
| Pays-Bas     | - Xandra Velzeboer - Michelle Velzeboer - Jens van 't Wout - Teun Boer | 2 min 35 s 339 | 14 mars 2025    | Pékin   |